# ماینهارت شومبرگ
ماینهارت شومبرگ (انگلیسی: Meinhardt Schomberg, 3rd Duke of Schomberg؛ ۳۰ ژوئن ۱۶۴۱ – ۱۶ ژوئیهٔ ۱۷۱۹) فرد نظامی اهل آلمان بود. وی همچنین برندهٔ جوایزی همچون نشان بند جوراب شده‌است.